# Posnjakit
Posnjakit ist ein Mineral aus der Mineralklasse der „Sulfate (und Verwandte)“, das an verschiedenen Fundorten zum Teil reichlich vorhanden sein kann, insgesamt aber wenig verbreitet ist. Es kristallisiert im monoklinen Kristallsystem mit der chemischen Zusammensetzung Cu4[(OH)6|SO4] • H2O und entwickelt meist tafelige, pseudohexagonale Kristalle bis etwa 3 mm Größe, aber auch körnige bis massige Mineral-Aggregate und krustige oder plattige Überzüge von hell- bis dunkelblauer Farbe bei hellblauer Strichfarbe.
Posnjakitkristalle sind durchscheinend, brechen spröde mit unebener Bruchfläche und zeigen auf ihren Flächen einen glasähnlichen Glanz. Mit einer Mohshärte von 2 bis 3 gehört Posnjakit zu den weichen Mineralen, die sich ähnlich wie die Referenzminerale Gips (2) und Calcit (3) entweder noch mit dem Fingernagel oder mit einer Kupfermünze ritzen lassen.

## Etymologie und Geschichte
Erstmals entdeckt wurde Posnjakit in der Wolfram (W)-Lagerstätte von Nura-Taldy im Qaraghandy Oblysy in Kasachstan und beschrieben 1967 durch Aleksandr Ivanovich Komkov (1926–1987) und Yevgenii Ivanovich Nefedov (1910–1976), die das Mineral nach dem Geochemiker Eugene Valdemar Posnjak (1888–1949) benannten.

## Klassifikation
In der mittlerweile veralteten, aber noch gebräuchlichen 8. Auflage der Mineralsystematik nach Strunz gehörte der Posnjakit zur Mineralklasse der „Sulfate, Selenate, Tellurate, Chromate, Molybdate und Wolframate“ und dort zur Abteilung der „Wasserhaltigen Sulfate mit fremden Anionen“, wo er zusammen mit Christelit, Guarinoit, Ktenasit, Langit, Nakauriit, Namuwit, Ramsbeckit, Redgillit, Schulenbergit, Thérèsemagnanit und Wroewolfeit eine eigenständige Gruppe bildete.
Die seit 2001 gültige und von der International Mineralogical Association (IMA) verwendete 9. Auflage der Strunz'schen Mineralsystematik ordnet den Posnjakit ebenfalls in die Klasse der „Sulfate (Selenate, Tellurate, Chromate, Molybdate und Wolframate)“ und dort in die Abteilung der „Sulfate (Selenate usw.) mit zusätzlichen Anionen, mit H2O“ ein. Diese Abteilung ist allerdings weiter unterteilt nach der Größe der beteiligten Kationen und der Kristallstruktur, so dass das Mineral entsprechend seiner Zusammensetzung in der Unterabteilung „Mit ausschließlich mittelgroßen Kationen; Lagen von kantenverknüpften Oktaedern“ zu finden ist, wo es zusammen mit Guarinoit, Langit, Schulenbergit, Thérèsemagnanit und Wroewolfeit die „Langitgruppe“ mit der System-Nr. 7.DD.10 bildet.
Auch die vorwiegend im englischen Sprachraum gebräuchliche Systematik der Minerale nach Dana ordnet den Posnjakit in die Klasse der „Sulfate, Chromate und Molybdate“ und dort in die Abteilung der „Wasserhaltigen Sulfate mit Hydroxyl oder Halogen“ ein. Hier ist er als einziges Mitglied in der unbenannten Gruppe 31.04.01 innerhalb der Unterabteilung der „Wasserhaltigen Sulfate mit Hydroxyl oder Halogen mit (A+B2+)4(XO4)Zq × x(H2O)“ zu finden.

## Kristallstruktur
Posnjakit kristallisiert monoklin in der Raumgruppe Pa (Raumgruppen-Nr. 7, Stellung 3) mit den Gitterparametern a = 10,58 Å; b = 6,34 Å; c = 7,86 Å und β = 118,0° sowie 2 Formeleinheiten pro Elementarzelle.

## Bildung und Fundorte

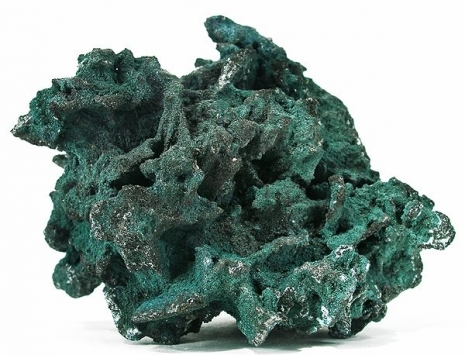
Massiges Aggregat aus miteinander verwachsenem Posnjakit, Langit, Tennantit und Enargit aus der Tsumeb Mine, Namibia
(Größe: 9,1 × 6,6 × 5,0 cm)

Posnjakit bildet sich durch Verwitterung in der Oxidationszone von Kupfererzgängen meist in Paragenese mit anderen Kupfermineralen wie unter anderem Azurit, Brochantit, Chalkopyrit, Langit und Malachit.
Weltweit sind bisher (Stand: 2015) rund 300 Fundorte bekannt, wobei das Mineral in Kasachstan bisher nur an seiner Typlokalität Nura-Taldy auftrat.
In Deutschland fand sich Posnjakit unter anderem an vielen Orten im Schwarzwald in Baden-Württemberg wie z. B. in mehreren Gruben bei Wittichen und in der bekannten Grube Clara bei Oberwolfach. Des Weiteren wurde das Mineral unter anderem auch bei Sommerkahl und Hagendorf (Waidhaus) in Bayern; bei Frankfurt am Main, Iba (Bebra) und Süß (Nentershausen) in Hessen; an mehreren Orten im niedersächsischen Harz wie z. B. Goslar und Sankt Andreasberg; an mehreren Orten im Niederbergischen Land und Sauerland (wichtig z. B. Ramsbeck) sowie im Siegerland, an der unteren Lahn (Revier Bad Ems) und in der Eifel von Nordrhein-Westfalen bis Rheinland-Pfalz; bei Nothweiler, Werlau, Imsbach, Frücht, Wellmich und Rheinbreitbach in Rheinland-Pfalz; bei Hasserode in Sachsen-Anhalt; an vielen Orten im Erzgebirge wie beispielsweise bei Schneeberg und Schmiedeberg und bei Horscha in der Oberlausitz in Sachsen sowie bei Neumühle/Elster, Kamsdorf, Ullersreuth und der ehemaligen Absetzerhalde bei Ronneburg in Thüringen.
In Österreich wurde Posnjakit bisher vor allem in den Regionen Kärnten, Salzburg, der Steiermark, Tirol und Vorarlberg gefunden.
In der Schweiz trat das Mineral bisher in der Mürtschenalp im Kanton Glarus, bei Affeier im Kanton Graubünden, bei Bex im Kanton Waadt sowie am Mont Chemin bei Martigny und in mehreren Orten der Gemeinde Anniviers im Kanton Wallis.
Weitere Fundorte liegen unter anderem in Australien, Aserbaidschan, Belgien, Frankreich, Griechenland, Irland, Italien, Japan, Kanada, Marokko, Namibia, Neuseeland, Norwegen, Polen, Portugal, Schweden, Slowakei, Slowenien, Spanien, Südafrika, Tschechien, der Ukraine, Ungarn, im Vereinigten Königreich (Großbritannien) und in den Vereinigten Staaten von Amerika (USA).

## Verwendung
Posnjakit war im 15. und 16. Jahrhundert als seltenes Pigment in der Malerei bekannt, wird aber seit dem 19. Jahrhundert synthetisch hergestellt.